# Descurainia titicacensis
Descurainia titicacensis là một loài thực vật có hoa trong họ Cải. Loài này được (Walp.) Lillo ex Hauman & Irigoyen mô tả khoa học đầu tiên năm 1923.